# 圧倒的なスタイル
「圧倒的なスタイル」（あっとうてきなスタイル）は、日本の女性アイドルグループ『Negicco』の楽曲。

## 解説
当楽曲は2008年に越後屋本舗クリエイターズよりシングル「圧倒的なスタイル / EARTH」としてリリース、当時は自主制作盤だった。2011年6月、Negiccoはタワーレコードのアイドル専門レーベル「T-Palette Records」に参加したが、同年8月31日にHMVより発売された吉田豪監修のコンピレーション・アルバム『ライブアイドル入門』に当楽曲が収録された。吉田にとって同アルバムは「ヌキ天の供養がテーマ」だったため、「本来ならありえない話」ではあるが、タワーレコード代表取締役社長の嶺脇育夫の許可の下収録されたという経緯がある。
その後、2012年2月22日にT-Palette Recordsより発売されたNegiccoのベスト・アルバム『Negicco 2003〜2012 -BEST-』に収録された。また、それと相前後して、フジテレビ系放映のバラエティ番組『めちゃ×2イケてるッ!』のエンディング・テーマとなった（2012年1月21日より）。同年3月、プロモーションビデオが制作・公開された。翌2013年2月には、小西康陽のアドバイスにより、7インチアナログ盤シングル「圧倒的なスタイル / ガッター!ガッター!ガッター!」がリリースされた。
当楽曲はNegiccoの代表曲と評されており、ライブではメンバー3人だけでなく、フロアのファンもラインダンスをするのが特徴。これは、ダンスの練習中にふざけて「ラインダンスとかする?」と言ったものが採用されたのだという。
2015年には「圧倒的なスタイル-NEGiBAND ver.-」として、NEGiBANDの演奏とNegiccoの新録ボーカルで再録。完全生産限定シングルとして発売された。